# Riccardo Caracciolo
Riccardo Caracciolo (zm. 18 maja 1395 w Rzymie) – 33 wielki mistrz zakonu joannitów, a właściwie konkurent wielkiego mistrza Juana Fernández de Heredia. Został wyznaczony na wielkiego mistrza w roku 1383 przez papieża Urbana VI.